# Ziua Internațională a Păcii
Ziua Internațională a Păcii este sărbătorită în fiecare an pe 21 septembrie. Aceasta este dedicată păcii și în special absenței războiului și a violenței. De exemplu cum ar fi încetarea temporară a focului într-o zonă de război pentru accesul ajutorului umanitar. Ziua a fost sărbătorită pentru prima oară în 1982, iar de atunci este sărbătorită în fiecare an de mai multe națiuni, organizații politice și militare .
Pentru a inaugura ziua, „Clopotul Păcii” este sunat la sediul ONU (în New York City). Clopotul este turnat din monede donate de copii de pe toate continentele, cu excepția Africii și a fost un cadou de la Asociația Națiunilor Unite din Japonia, ca „un memento al costului uman în război”. Pe inscripția de pe o parte se poate citi, „Trăiască pacea absolută în lume”.